# غونزالو ساغيرس
غونزالو ساغيرس (بالإسبانية: Gonzalo Segares)‏ (13 أكتوبر 1982 بسان خوسيه في كوستاريكا - ) هو لاعب كرة قدم كوستاريكي في مركز الدفاع. شارك مع منتخب كوستاريكا لكرة القدم. أما مع النوادي، فقد لعب مع أبولون ليماسول وديبورتيفو سابريسا وشيكاغو فاير وLegacy 76 ‏.

## وصلات خارجية
- غونزالو ساغيرس على موقع الاتحاد الدولي (مؤرشف)  (الإنجليزية)
- غونزالو ساغيرس على موقع الدوري الأمريكي (الإنجليزية)
- غونزالو ساغيرس على موقع قاعدة بيانات كرة القدم.إي يو (الإنجليزية)
- غونزالو ساغيرس على موقع ناشيونال فوتبول تيمز (الإنجليزية)
- غونزالو ساغيرس على موقع عالم كرة القدم.نت (الإنجليزية)